# Episodi di The Exorcist (prima stagione)
La prima stagione della serie televisiva The Exorcist è stata trasmessa negli Stati Uniti per la prima volta dall'emittente Fox dal 23 settembre al 16 dicembre 2016.
In Italia, la stagione è andata in onda in prima visione satellitare su Fox, canale a pagamento della piattaforma Sky, dal 31 ottobre 2016 al 2 gennaio 2017. In chiaro, verrà trasmessa dal 6 settembre 2017 su Rai 4.
| nº | Titolo originale                             | Titolo italiano                        | Prima TV USA      | Prima TV Italia  |
| -- | -------------------------------------------- | -------------------------------------- | ----------------- | ---------------- |
| 1  | Chapter One: And Let My Cry Come Unto Thee   | Capitolo uno: le origini del male      | 23 settembre 2016 | 31 ottobre 2016  |
| 2  | Chapter Two: Lupus in Fabula                 | Capitolo due: lupus in fabula          | 30 settembre 2016 | 7 novembre 2016  |
| 3  | Chapter Three: Let 'Em In                    | Capitolo tre: lasciateli entrare       | 7 ottobre 2016    | 14 novembre 2016 |
| 4  | Chapter Four: The Moveable Feast             | Capitolo quattro: la festa mobile      | 14 ottobre 2016   | 21 novembre 2016 |
| 5  | Chapter Five: Through My Most Grievous Fault | Capitolo cinque: mia grandissima colpa | 21 ottobre 2016   | 28 novembre 2016 |
| 6  | Chapter Six: Star of the Morning             | Capitolo sei: stella del mattino       | 4 novembre 2016   | 5 dicembre 2016  |
| 7  | Chapter Seven: Father of Lies                | Capitolo sette: padre delle menzogne   | 11 novembre 2016  | 12 dicembre 2016 |
| 8  | Chapter Eight: The Griefbearers              | Capitolo otto: atto di dolore          | 18 novembre 2016  | 19 dicembre 2016 |
| 9  | Chapter Nine: 162                            | Capitolo nove: 162                     | 9 dicembre 2016   | 26 dicembre 2016 |
| 10 | Chapter Ten: Three Rooms                     | Capitolo dieci: tre stanze             | 16 dicembre 2016  | 2 gennaio 2017   |